# Kangasala
Kangasala es un municipio de Finlandia, situado en la región de Pirkanmaa. El municipio tiene una población rondando los 30 000 habitantes y un área de 870,86 kilómetros cuadrados. Se fundó en 1865 y está a 17 kilómetros de la capital de la región, Tampere.
Kangasala es conocido por el poema de Zacarías Topelius titulado «Kesäpäivä Kangasalla».
- Datos: Q986322
- Multimedia: Kangasala / Q986322